# Dominik Blum

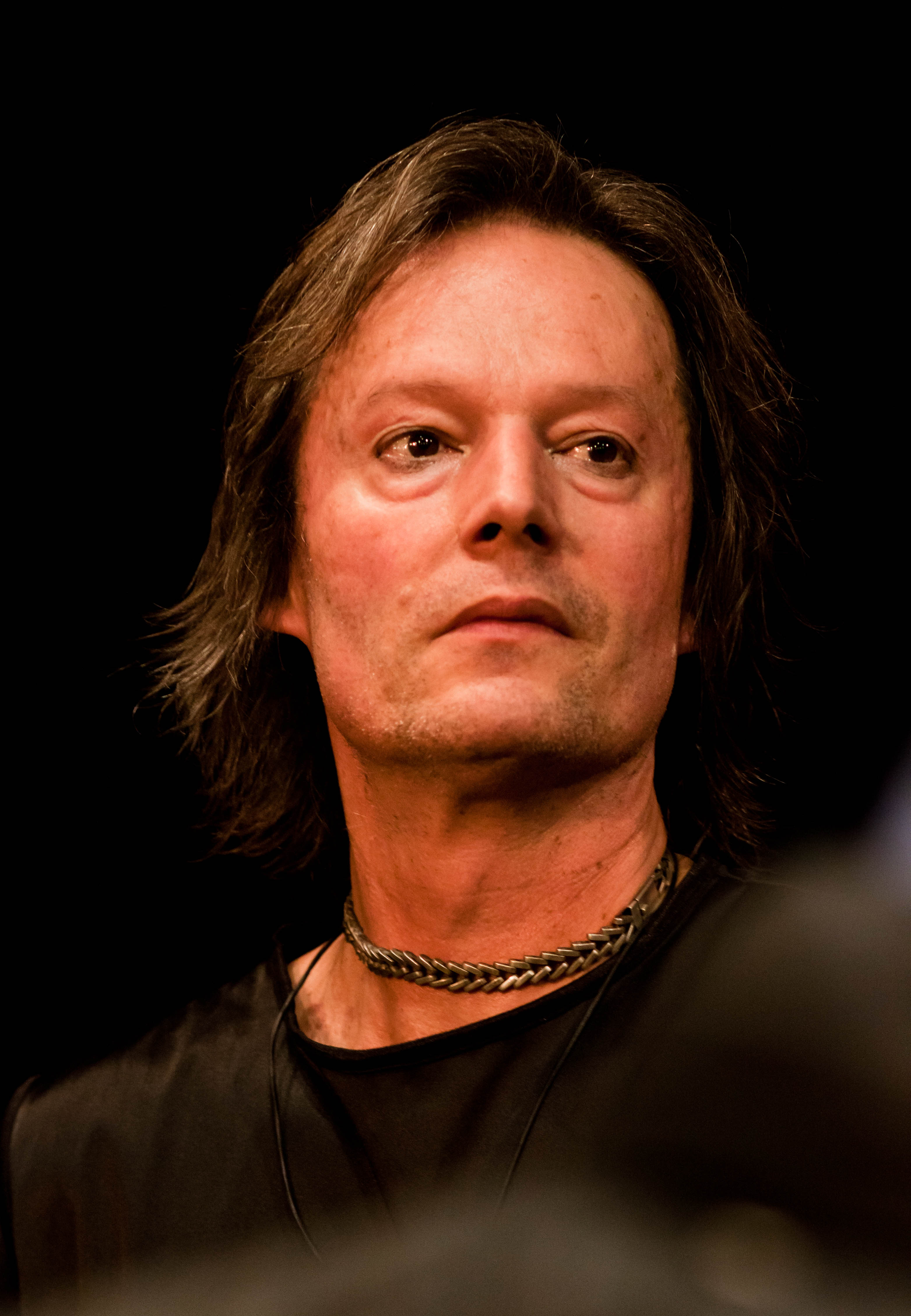
Dominik Blum, 2019

Dominik Blum (* 24. September 1964 in Adliswil) ist ein Schweizer Musiker (Klavier, Synthesizer, Orgel, E-Bass) und Dirigent. Sein künstlerisches Interesse reicht vom klassischen Repertoire über die zeitgenössische Musik bis zu  elektroakustischer und neuer Improvisationsmusik.

## Leben und Wirken
Blum machte seine ersten musikalischen Erfahrungen im Bereich des (Hard)Rock und der Punkmusik und erhielt erst danach (ab zwölf Jahren) klassischen Klavierunterricht. Mit achtzehn Jahren trat er erstmals öffentlich als Dirigent auf. Zwischen 1984 und 1987 studierte er Klavier am Konservatorium Winterthur; 1990 erwarb er in Bern das Konzertreifediplom SMPV bei Urs Peter Schneider. Weiterhin studierte er Chor- und Ensembleleitung bei Karl Scheuber in Zürich. In jener Zeit dirigierte er Uraufführungen diverser Schweizer Komponisten mit dem ensemble für neue musik zürich, spielte als Pianist Uraufführungen und machte auch Einspielungen für Radio DRS. 1988 führte er mit Karl Scheuber die Raummusik cantiones de circulo gyrante in Perugia auf. 1991 interpretierte er den Prometheus von Alexander Skrjabin mit der Basel Sinfonietta und 1993 die Oiseaux exotiques von Olivier Messiaen.
1995 gründete er mit Marino Pliakas und Lucas Niggli das Crossover-Trio Steamboat Switzerland. Mit dem Ensemble war er seitdem auf Tournee in Europa und in Nordamerika. 1995/96 besuchte er in Zlín den International Workshop for Conductors bei Kirk Trevor und Tsung Yeh sowie Interpretationskurse bei Karlheinz Stockhausen und György Kurtág. 1997/98 gastierte er mit dem Ensemble Zürich in Polen, Ukraine, Russland und Aserbaidschan. 1998 konzertierte er mit der Geigerin Katharina Schamböck in Argentinien. 1999 führte er Iwan Wyschnegradskys Acte choregraphique mit Studenten der Zürcher Hochschule der Künste auf.
2000 spielte er Soloklavierwerke des Schweizer Komponisten Hermann Meier ein. 2002 war er auf Konzertreise in Makedonien und Kosovo mit dem Flötisten Boris Previsic, seit 2003 im Duo mit der georgischen Pianistin Tamriko Kordzaia. Musikalische Partner sind ausserdem der Saxophonist Raphael Camenisch und die Pianistin Tamriko Kordzaia. Weitere Projekte Blums sind das Raving Song System sowie seit 2005 das Noise-Grind-Trio AZEOTROP.

## Preise und Auszeichnungen
Blum wurde 1998 mit dem Förderpreis der Stadt Winterthur und 2001 mit dem Kulturpreis der Kulturstiftung Winterthur geehrt.

## Diskographische Hinweise
- Steamboat Switzerland live (Unit Records 1998)
- Hermann Meier: works for piano solo, (Edition Wandelweiser 2000)
- Steamboat Switzerland Budapest (Grob 2001)
- Steamboat Switzerland ac/db (Grob 2001)
- The Carillo 1/16 Tone Piano (Werke für Sechzehnteltonklavier; Edition Zeitklang 2003)
- Steamboat Switzerland Wertmüller (Grob 2005)
- Sederunt Principes: Werke von Marc Kilchenmann, Hermann Meier, Perotinus Magnus (db-records, 2013)

## Lexigraphische Einträge
- Bruno Spoerri (Hrsg.):  Biografisches Lexikon des Schweizer Jazz CD-Beilage zu: Spoerri, Bruno (Hrsg.): Jazz in der Schweiz. Geschichte und Geschichten. Chronos-Verlag, Zürich 2005, ISBN 3-0340-0739-6